# Une tragédie américaine (roman)
Une tragédie américaine (titre original : An American Tragedy) est un roman américain de Theodore Dreiser, publié en 1925. À la frontière du roman policier et du roman social, le récit s'inspire de l'affaire du meurtre de Grace Brown.
Il figure à la 16e place dans la liste des cent meilleurs romans de langue anglaise du XXe siècle établie par la Modern Library en 1998.

## Résumé
Clyde Griffiths, élevé par des parents pauvres et très dévots, est un jeune homme ambitieux. À l'âge adulte, il prend un emploi peu prestigieux de chasseur dans un hôtel de Kansas City. Là, ses collègues lui font connaître l'alcool et les prostituées. Clyde prend goût à ce nouveau style de vie et se lie avec Hortense Briggs. Mais la vie de Clyde bascule quand il tue un jeune enfant dans un accident de voiture. Il fuit Kansas City, et tout en travaillant comme groom à Chicago, rencontre son riche oncle Samuel Griffiths, le propriétaire d'une usine de cols de chemise à Lycurgue, dans l'État de New York. Samuel, qui a un sentiment de culpabilité pour avoir négligé les membres pauvres de sa famille, propose d'aider Clyde s'il vient à Lycurgue. Lorsque Clyde le fait, il lui donne un poste de cadre subalterne à l'usine, tout en ne l'acceptant pas dans le cercle social de la classe supérieure à laquelle appartiennent les Griffiths. 
Or, il précise à Clyde que, étant un Griffiths, il ne doit pas frayer avec les gens qui travaillent à l'usine, et en particulier avec les femmes sous sa supervision. Isolé, Clyde souffre bientôt de solitude et est attiré par Roberta Alden, une innocente fille de ferme, qui tombe amoureuse de lui. Clyde entretient cette relation clandestine, car interdite selon les règles de l'usine. Il persuade Roberta d'avoir des relations sexuelles avec lui plutôt que de le perdre, et la met enceinte. Pendant ce temps l'élégante Sondra Finchley, fille d'un propriétaire d'usine de Lycurgue, s'intéresse à Clyde pour ulcérer son cousin Gilbert avec qui elle est en mauvais termes. Clyde devient vite populaire parmi les jeunes de la haute société et développe une relation amoureuse avec Sondra. Roberta, enceinte, attend qu'il l'épouse, mais Clyde rêve plutôt de se marier à Sondra. 
Après avoir tenté en vain de faciliter un avortement pour Roberta, Clyde tergiverse tandis que sa relation avec Sondra devient de plus en plus sérieuse. Quand il se rend compte qu'il a une chance réelle d'épouser Sondra, et après les menaces de Roberta qui veut révéler leur relation à moins qu'il ne l'épouse, Clyde conçoit un plan pour assassiner Roberta dans un accident de bateau. 
Clyde fait monter Roberta dans une chaloupe et lorsqu'elle se déplace vers lui, il la frappe au visage avec son appareil photo et fait chavirer le bateau. Roberta, incapable de nager, se noie et Clyde nage vers la rive. La preuve circonstancielle ne laisse point de chance à l'assassin. Les autorités locales, convaincues de tenir le meurtrier, fabriquent des preuves supplémentaires contre lui. En outre, il s'incrimine à plusieurs reprises lors de son témoignage confus et contradictoire. Un procès retentissant devant un public, deux avocats engagés par son oncle, n'empêchent pas Clyde d'être reconnu coupable, et condamné à mort. Il est exécuté sur la chaise électrique.

## Éditions françaises
- Traduction par Victor Llona, Paris, Fayard, coll. « Univers » no 5-6, 2 vol., 1932 (BNF 32043821).
- Traduction par Victor Llona, revue et corrigée par Victor Loupan (ru), Monaco/Paris, éditions Motifs, 2015  (ISBN 979-10-95071-01-3) (BNF 44427530).

## Adaptations

### Au cinéma
- Un projet inabouti de S.M. Eisenstein
- 1931 : Une tragédie américaine (An American Tragedy), film américain réalisé par Josef von Sternberg, avec Phillips Holmes, Sylvia Sidney et Frances Dee
- 1951 : Une place au soleil (A Place in the Sun), film américain réalisé par George Stevens, avec Montgomery Clift, Elizabeth Taylor et Shelley Winters

### À la télévision
- Um Lugar ao Sol, feuilleton brésilien de Dionísio Azevedo (1959)
- Una tragedia americana, feuilleton italien de Anton Giulio Majano (1962)
- Americká tragédia, feuilleton tchécoslovaque de Stanislav Párnicky (1976)
- Nakaw na pag-ibig, feuilleton philippin de  Lino Brocka (1980)
- Hi no ataru basho, feuilleton japonais de  Masami Ryuji (1982)

### À l'opéra
Ce roman a fait l'objet d'adaptations théâtrales et cinématographiques; il est également à l'origine d'un opéra du même nom, composé en 2005 par Tobias Picker.